# Tour Triangle
Tour Triangle, также известный как Projet Triangle (с фр. — «Проект Треугольник»), или просто Triangle (с фр. — «Треугольник»), это небоскрёб, который будет построен на выставочной площадке Parc des Expositions de la Porte de Versailles на юго-западе Парижа, Франция. Он будет иметь высоту 180 метров и представлять собой стеклянную пирамиду с трапециевидным основанием. На 42 этажах здания будут размещены офисы, магазины на уровне улицы и панорамный ресторан на верхнем этаже. Общая вместимость комплекса — 5000 человек. Это будет единственное высокое здание, построенное в центре Парижа с 1973 года после Montparnasse tower.

## История создания
Для разработки проекта было выбрано швейцарское архитектурное агентство Herzog & de Meuron.
В апреле 2011 года, компания-владелец VIPARIS, получила разрешение на постройку здания. Тем не менее планы по строительству были отклонены Парижским Городским Советом 17 ноября 2014 года, и повторно одобрены только 30 июня 2015 года, после урегулирования спорных моментов.